# Shanghai International Circuit
Shanghai International Circuit (čínsky v českém přepisu Šang-chaj Kuo-ťi Saj-čche-čchang, pchin-jinem Shànghǎi Guójì Sàichēchǎng, znaky zjednodušené 上海国际赛车场, tradiční 上海國際賽車場) je čínský závodní okruh, který nejčastěji hostí závody seriálu Formule 1 a Mistrovství světa silničních motocyklů.

## Formule 1
| No. | Rok  | Jezdec             | Konstruktér | Motor               | Pneu | Čas           | Délka kola | Počet kol | Rychlost     | Datum      |
| --- | ---- | ------------------ | ----------- | ------------------- | ---- | ------------- | ---------- | --------- | ------------ | ---------- |
| 1   | 2004 | Rubens Barrichello | Ferrari     | Ferrari             | B    | 1:29:12,420 h | 5,451 km   | 56        | 205,313 km/h | 26. září   |
| 2   | 2005 | Fernando Alonso    | Renault     | Renault             | M    | 1:39:53,618 h | 5,451 km   | 56        | 183,235 km/h | 16. říjen  |
| 3   | 2006 | Michael Schumacher | Ferrari     | Ferrari             | B    | 1:37:32,747 h | 5,451 km   | 56        | 187,645 km/h | 1. říjen   |
| 4   | 2007 | Kimi Räikkönen     | Ferrari     | Ferrari             | B    | 1:37:58,395 h | 5,451 km   | 56        | 186,826 km/h | 7. říjen   |
| 5   | 2008 | Lewis Hamilton     | McLaren     | Mercedes            | B    | 1:31:57,403 h | 5,451 km   | 56        | 199,050 km/h | 19. říjen  |
| 6   | 2009 | Sebastian Vettel   | Red Bull    | Renault             | B    | 1:57:43,485 h | 5,451 km   | 56        | 155,481 km/h | 19. duben  |
| 7   | 2010 | Jenson Button      | McLaren     | Mercedes            | B    | 1:46:42,163 h | 5,451 km   | 56        | 171,542 km/h | 18. duben  |
| 7   | 2011 | Lewis Hamilton     | McLaren     | Mercedes            | P    | 1:36:58,226 h | 5,451 km   | 56        | 188,758 km/h | 17. duben  |
| 8   | 2012 | Nico Rosberg       | Mercedes    | Mercedes            | P    | 1:36:26,929 h | 5,451 km   | 56        | 189,928 km/h | 15. duben  |
| 9   | 2013 | Fernando Alonso    | Ferrari     | Ferrari             | P    | 1:36:26,945 h | 5,451 km   | 56        | 189,778 km/h | 14. duben  |
| 10  | 2014 | Lewis Hamilton     | Mercedes    | Mercedes            | P    | 1:33:28,338 h | 5,451 km   | 54        | 188,824 km/h | 20. duben  |
| 11  | 2015 | Lewis Hamilton     | Mercedes    | Mercedes            | P    | 1:39:42,008 h | 5,451 km   | 56        | 183,590 km/h | 12. duben  |
| 12  | 2016 | Nico Rosberg       | Mercedes    | Mercedes            | P    | 1:38:53,891 h | 5,451 km   | 56        | 185,079 km/h | 17. duben  |
| 13  | 2017 | Lewis Hamilton     | Mercedes    | Mercedes            | P    | 1:37:36,158 h | 5,451 km   | 56        | 187,536 km/h | 9. duben   |
| 15  | 2018 | Daniel Ricciardo   | Red Bull    | Renault (TAG Heuer) | P    | 1:35:36,380 h | 5,451 km   | 56        | 191,451 km/h | 15. duben  |
| 16  | 2019 | Lewis Hamilton     | Mercedes    | Mercedes            | P    | 1:32:06,350 h | 5,451 km   | 56        | 198,728 km/h | 14. duben  |
|     |      |                    |             |                     |      |               |            |           |              |            |
| 17  | 2024 | Max Verstappen     | Red Bull    | Honda RBPT          | P    | 1:40:52,554 h | 5,451 km   | 56        | 181,450 km/h | 21. duben  |
| 18  | 2025 | Oscar Piastri      | McLaren     | Mercedes            | P    | 1:30:55,026 h | 5,451 km   | 56        | 201,451 km/h | 23. březen |